# Grand Prix Kopenhagen 1974
Der Grand Prix Kopenhagen 1974 war die 77. Ausgabe des seit 1898 für Sprinter ausgetragenen internationalen Wettbewerbs Grand Prix Kopenhagen im Bahnradsport. Sieger wurde Sergei Krawzow aus der Sowjetunion.

## Rennverlauf
Der Grand Prix Kopenhagen wurde am 6. Juni auf der Radrennbahn Ordrup Velodrome bei Kopenhagen veranstaltet. Am Start waren Bahnsprinter aus neun Ländern. Vertreten waren Fahrer aus Belgien, der DDR, Dänemark, Großbritannien, Irland, Frankreich, Polen, der Tschechoslowakei und der Sowjetunion. Der amtierende Weltmeister Anton Tkáč schied bereits im Achtelfinale aus. Der Favorit Daniel Morelon scheiterte im Finale der Hoffnungsläufe gegen Peter Eichstädt. Das Finale gewann Serhij Krawzow in zwei Läufen gegen Eichstädt. Das kleine Finale um den 3. Platz gewann Pedersen ebenfalls in zwei Läufen gegen Kocot.

## Ergebnis
| Platz | Fahrer          | Land        |
| ----- | --------------- | ----------- |
| 01.   | Serhij Krawzow  | Sowjetunion |
| 02.   | Peter Eichstädt | DDR         |
| 03.   | Peder Pedersen  | Dänemark    |
| 04.   | Benedykt Kocot  | Polen       |
| 0 …   |                 |             |